# Hrvatski Top Model (mùa 1)
Hrvatski Top Model, Mùa 1 là mùa đầu tiên của Hrvatski Top Model được dựa trên America's Next Top Model của Tyra Banks. Các thí sinh cạnh tranh với nhau trong nhiều cuộc thi để xác định ai sẽ giành danh hiệu Top Model của Croatia với hy vọng một sự nghiệp bắt đầu hứa hẹn trong ngành người mẫu.
Mùa này được phát sóng từ tháng 3 đến tháng 6 năm 2008 và do người mẫu Tatjana Jurić là host và có 16 thí sinh (ban đầu là 15 vì một người được thay thế người bị loại ở bán kết sau khi cô dừng cuộc thi). Nhà thiết kế thời trang Marco Grubnic cũng đã có một vài lần xuất hiện trong mùa đầu tiên để giới thiệu các cô gái với ngành thời trang và đưa ra những lời chỉ trích về họ.
Sau 13 tuần thì Sabina Behlić, 19 tuổi từ Rijeka là người chiến thắng trong mùa đầu tiên. Cô giành được:
- 1 hợp đồng người mẫu với Major Model Management ở Milan trong 1 năm
- Lên ảnh bìa tạp chí Joy
- 1 năm sử dụng mỹ phẩm của Maybelline
- 1 chuyến đi tới New York trong 5 ngày được tài trợ bởi Maybelline
- 1 chuyến đào tạo tiếng Anh ở Luân Đôn trong 2 tuần được tài trợ bởi Jumbo tours

Trong năm 2010, chương trình cũng được trình chiếu ở Slovenia trên TV3 dưới cái tên Hrvaški Top Model.

## Các thí sinh
(Tuổi tính từ ngày dự thi)
| Thí sinh            | Tuổi | Quê quán       | Bị loại ở | Hạng               |
| ------------------- | ---- | -------------- | --------- | ------------------ |
| Marija Šegota       | 17   | Koprivnica     | Tập 2     | 16 (dừng cuộc thi) |
| Alin Horvat         | 20   | Zagreb         | Tập 2     | 15                 |
| Dea Frua            | 22   | Split          | Tập 3     | 14–13              |
| Maja Majurec        | 17   | Zagreb         | Tập 3     | 14–13              |
| Neda Janus          | 20   | Virovitica     | Tập 4     | 12 (dừng cuộc thi) |
| Monika Perić        | 16   | Zaprešić       | Tập 4     | 11                 |
| Martina Bukovec     | 23   | Zagreb         | Tập 5     | 10                 |
| Nikolina Rešček     | 21   | Zagreb         | Tập 6     | 9                  |
| Julija Borovina     | 18   | Gornja Lomnica | Tập 8     | 8                  |
| Kristina Šakić      | 21   | Zagreb         | Tập 8     | 7                  |
| Andrea Akmadžić     | 20   | Osijek         | Tập 10    | 6                  |
| Marija Andrijašević | 22   | Zagreb         | Tập 11    | 5                  |
| Tea Vukman          | 15   | Kaštel Stari   | Tập 12    | 4                  |
| Marina Jerković     | 21   | Trogir         | Tập 13    | 3                  |
| Valentina Dropulić  | 16   | Ploče          | Tập 13    | 2                  |
| Sabina Behlić       | 19   | Rijeka         | Tập 13    | 1                  |

## Các tập

### Tập 1
Khởi chiếu: 8 tháng 3 năm 2008
Từ gần 4.000 cô gái đăng ký dự thi, 75 thí sinh bán kết đã được đưa tới khách sạn Regent Esplanade ở Zagreb cho buổi casting. Họ đã có thử thách đầu tiên từ cố vấn Borut Mihalić là phối đồ, làm tóc và trang điểm gương mặt cho mình trong 20 phút để chuẩn bị đi catwalk trước mặt ban giám khảo. Sau đó, Tatjana nói với các cô gái là có 25 chiếc vali có ảnh của một trong những cô gái được chọn. Kết quả là 50 cô gái đã phải ra về và có 25 cô gái vượt qua được thử thách. Nhưng sau đó, một cô gái đã xin dừng cuộc thi vì em song sinh của mình đã không được chọn vào vòng sau và 24 cô gái còn lại đã được nghỉ qua đêm trong những căn phòng sang trọng của khách sạn Regent Esplanade.
Ngày hôm sau, Tatjana đưa các cô gái rời khỏi khách sạn và họ được trải nghiệm cảm giác của người mẫu mới bắt đầu khi được di chuyển tới nhà trọ Grad mladih để ở. Sau đó, họ được đưa tới sân vận động Arena Zagreb cho thử thách trình diễn thời trang trên sân trong áo phông váy denim ngắn và đồ bơi, khi họ sẽ trình diễn trước khoảng 8000 khán giả trong giờ nghỉ giữa hiệp của một trận đấu. Các cô gái sau đó đã có bữa tối đặc biệt vì host Tatjana và một thí sinh nữa đều cùng có sinh nhật vào ngày hôm nay và họ đã có một bữa tiệc sinh nhật cho 2 người họ. Vào buổi đánh giá đầu tiên ngày tiếp theo, 15 cô gái đã được chọn và sẽ bước vào cuộc thi.

### Tập 2
Khởi chiếu: 15 tháng 3 năm 2008
15 cô gái được di chuyển tới ngôi nhà chung của mình và sau đó, Borut đến gặp các cô gái để trò chuyện với họ, trước khi anh yêu cầu từng người một phải tạm biệt chiếc điện thoại di động của mình. Ngày hôm sau, họ được đưa tới khách sạn Regent Esplanade cho thử thách phỏng vấn từ tác giả kiêm biên tập viên của index.hr, Matija Babić, khi họ được hỏi về những câu hỏi liên quan đến nghề người mẫu để kiểm tra cách ứng xử trước ống kính và khéo léo trả lời những câu hỏi mẹo của họ với phóng viên. Kết quả là Alin chiến thắng thử thách và cô chọn Martina để nhận thưởng là một bữa tối với Tatjana.
Ngày tiếp theo, họ được đưa tới một hội trường rộng rãi cho buổi chụp hình đầu tiên tạo dáng bên cạnh một chiếc xe hơi, trong khi họ phải chuyển động trong gió với những dải ruy băng ở xung quanh tay họ. Ngày hôm sau, họ đã có một buổi học trang điểm từ chuyên gia trang điểm Boris Čavlina và một buổi học catwalk với người mẫu Božena Lazarević. Vào buổi đánh giá ngày kế tiếp với sự xuất hiện của giám khảo khách mời là Boris Čavlina, ban giám khảo đã yêu cầu các cô gái ra hậu trường để trang điểm và phối đồ theo chiếc phong bì ghi một chủ đề nhất định dành cho mình trong 20 phút. Sau đó, khi tới lượt Marija Š. nghe kết quả của mình thì cô đã buộc phải xin dừng cuộc thi vì nhà trường cô đang học từ chối cho cô nghỉ học để tham gia cuộc thi. Kết quả cuối cùng, Alin là thí sinh đầu tiên bị loại.
- Nhiếp ảnh gia: Damir Hoyka
- Khách mời đặc biệt: Matija Babić, Boris Čavlina, Božena Lazarević

### Tập 3
Khởi chiếu: 22 tháng 3 năm 2008
13 cô gái còn lại đã sốc khi biết được mình sẽ được đi tới Schladming. Sau khi tới khách sạn của mình thì họ lại nhận được thêm một bất ngờ nữa là Andrea, thí sinh bán kết bị loại trước đó, đã được chương trình chọn để tham gia vào cuộc thi. Sau đó, 14 cô gái đã được đi cáp treo tới sông băng Dachstein cho một buổi huấn luyện catwalk với Tatjana và Borut. Các cô gái sau đó được đưa tới cửa hàng quần áo Blue Tomato cho thử thách tự phối đồ cho mình trong 15 phút và họ sẽ phải hóa thân thành manơcanh trong cửa hàng và kết quả là Julija chiến thắng thử thách. Sau đó, họ đã có một bữa tiệc trong quán bar Coyote tại Knappen Keller Bar, do tổng biên tập tạp chí Joy Silvia Praprotnik tổ chức và Borut đã giao cho họ một thử thách là trình diễn thời trang tại quán bar trước sự chứng kiến của nhiều du khách.
Ngày hôm sau, họ đã phải dậy sớm cho buổi chụp hình tiếp theo cho tạp chí Joy, khi họ sẽ tạo dáng trong áo tắm cùng đồ giữ ấm bên cạnh một cái lều tuyết. Sau đó, họ đã quay về Zagreb và sau khi đặt chân xuống sân bay Franjo Tuđman Zagreb, họ đã phải chọn trang phục và đi catwalk trên đường đi ở sảnh sân bay. Kết quả là Andrea & Valentina chiến thắng thử thách và nhận được một túi quần áo tương ứng với trị giá 5.000HRK và 3.000HRK. Ngay sau đó, họ được gặp stylist Marko Grubnić và anh đã kiểm tra những bộ quần áo và những món đồ khác trong hành lí của họ và cho họ biết một người mẫu nên có những bộ quần áo và những món đồ khác như thế nào trong hành lí của họ. Vào buổi đánh giá ngày tiếp theo, họ đã có một buổi trình diễn thời trang trong áo nịt ngực và váy tulle trước mặt ban giám khảo. Kết quả cuối cùng là Dea và Maja là 2 thí sinh tiếp theo bị loại.
- Nhiếp ảnh gia: Andrija Zelmanović
- Khách mời đặc biệt: Silvia Praprotnik, Marko Grubnić

### Tập 4
Khởi chiếu: 29 tháng 3 năm 2008
12 cô gái còn lại được gặp Tatjana tại tiệm salon Hair Studio Tempora để nhận diện mạo mới của mình từ một nhóm chuyên gia tạo mẫu do Boris Čavlin dẫn đầu, nhưng Neda đã từ chối nhận diện mạo mới của mình nên cô đã quyết định sẽ dừng cuộc thi. Sau đó, họ được đưa tới cửa hàng quần áo Tally Weijl cho thử thách phối đồ chọ diện mạo mới của mình trong 15 phút, Marina và Sabina chiến thắng thử thách và sẽ được tới Paris cùng với Borut cho cơ hội được tham gia buổi trình diễn thời trang cho Talbot Runhof. Khi tới nơi vào ngày hôm sau, họ đã có một buổi casting cho Talbot Runhof và kết quả là cả 2 đều gây ấn tượng mạnh cho 2 nhà thiết kế là Johnny Talbot và Adrian Runhof nên họ đều được chọn để tham gia vào buổi trình diễn thời trang tại Đại sứ quán của Đức ở Paris. Sau khi buổi trình diễn kết thúc, họ đã chia sẻ kinh nghiệm của mình thông qua liên kết video với những cô gái còn lại trước khi quay về Zagreb.
Ngày hôm sau, họ được đưa tới khách sạn Terme Sveti Martin cho buổi chụp hình tiếp theo tạo dáng ở dưới nước. Vào buổi đánh giá ngày tiếp theo, ban giám khảo đã yêu cầu các cô gái trang điểm và phối đồ theo phong cách mới của mình chỉ trong 7 phút. Sau đó, khi từng người một xuất hiện để nghe kết quả của mình thì ban giám khảo đã hỏi họ 2 câu hỏi là họ có những gì mà những cô gái khác không có và cô gái nào không có tố chất trở thành người mẫu hàng đầu, và hầu hết câu trả lời là Andrea không có tố chất. Kết quả cuối cùng là Tea và Monika là 2 thí sinh tiếp theo bị loại, nhưng sau đó thì ban giám khảo đã gọi Tea trở lại để quyết định cho cô thêm một cơ hội nữa.
- Nhiếp ảnh gia: Damir Hoyka
- Khách mời đặc biệt: Boris Čavlina, Johnny Talbot, Adrian Runhof

### Tập 5
Khởi chiếu: 5 tháng 4 năm 2008
10 cô gái còn lại đã có một buổi tập catwalk với Borut và họ không hề biết rằng nỗ lực của họ sẽ được đền đáp khi họ được mời tham gia trình diễn thời trang, trong khi Andrea và Marina là 2 người có phần thể hiện tệ nhất buổi tập catwalk nên họ sẽ không được góp mặt. Sau đó, 8 cô gái được chọn được đưa tới trung tâm mua sắm Kaptol cho thử thách trình diễn thời trang cho nhà thiết kế Kristina Špirk từ Pro Focus Fashion School, Marija A. chiến thắng thử thách nên sẽ được một đôi bông tai bằng vàng và được giữ lại bộ đồ mà cô đang mặc. Ngày hôm sau, họ đã có buổi chụp hình tiếp theo cho nước ép Vindija, khi họ sẽ được tạo dáng chung với 2 người mẫu khác và phải cố gắng tỏ ra cảm xúc vui tươi cho mùa hè nhưng với một số khác thì về mùa đông.
Ngày tiếp theo, họ đã được Tatjana đánh thức dậy và đã có một buổi tập thể dục với huấn luyện viên Renate Sopek. Sau đó, Tatjana đã nói chuyện với các cô gái về những mâu thuẫn đang xảy ra trong ngôi nhà chung, trước khi họ được phép nói chuyện điện thoại với người thân của mình. Vào buổi đánh giá ngày hôm sau với sự xuất hiện của giám khảo khách mời là Timor Šatara, các cô gái đã có thử thách tạo dáng thời trang với một chiếc áo khoác chống cháy và mũ bảo hiểm. Kết quả cuối cùng là Martina và Tea rơi vào cuối bảng, và Martina là thí sinh tiếp theo bị loại trong buổi loại trừ đầy cảm xúc nhất.
- Nhiếp ảnh gia: Timor Šatara
- Khách mời đặc biệt: Kristina Špirk, Renate Sopek

### Tập 6
Khởi chiếu: 12 tháng 4 năm 2008
9 cô gái còn lại được đưa tới trung tâm dạy nhảy Tala cho một buổi học múa điệu Vogue từ biên đạo múa chuyên nghiệp Martina Kolega. Trong khi buổi học gần kết thúc, Tea bước ra khỏi hội trường với đôi mắt ngấn lệ không nói nên lời và Martina đã đi theo cô ấy để thuyết phục được cô ấy rằng không có lý do gì để có thái độ như vậy chỉ vì ai đó đã nói cô rằng cô không có tài năng gì cả, sau đó Tea quay lại hội trường và học hết vũ đạo. Ngày hôm sau, họ được đưa tới sảnh nhà hát của trung tâm văn hóa Peščenica cho một lớp học diễn xuất từ đạo diễn Mirna Miličić. Sau đó, họ đã có thử thách loại trừ là biểu diễn vũ đạo Vogue trước khán giả và họ đã sốc khi nhìn thấy khán giả chính là người thân của họ, Kết quả là Kristina và Marina chiến thắng thử thách.
Ngày tiếp theo, Tatjana đến gặp các cô gái tại nôi nhà chung và cô không hài lòng với mức độ sạch sẽ của họ. Sau đó, họ đã được nhận tin nhắn video từ ca sĩ Ida Prester là sẽ có 5 cô gái được xuất hiện trong video âm nhạc mới Ružna djevojka của nhóm nhạc Lollobrigida Girls, và 5 cô gái đó sẽ được quyết định bởi chính họ. Kết quả là Julija, Kristina, Marija A., Marina & Sabina được chọn. Ngày hôm sau, 5 người được chọn đã có buổi quay video âm nhạc tại ngôi nhà chung, rồi tới phim trường Jadran và kết thúc ở hộp đêm Gjuro2, trong khi những cô gái không được chọn sẽ ở lại dọn dẹp toàn bộ ngôi nhà chung. Vào buổi đánh giá ngày kế tiếp với sự xuất hiện của giám khảo khách mời là Mario Kovač, họ đã có thử thách diễn xuất khi mỗi cô gái rút một thẻ có ghi động từ và một thẻ có ghi trạng từ trước mặt ban giám khảo. Kết quả cuối cùng là Nikolina là thí sinh tiếp theo bị loại.
- Khách mời đặc biệt: Martina Kolega, Mirna Miličić, Mario Kovač, Ida Prester, Sanja Šiljković, David Halb, Matej Končan

### Tập 7
Khởi chiếu: 19 tháng 4 năm 2008
Đây là tập ghi lại khoảnh khắc từ đầu cuộc thi.

### Tập 8
Khởi chiếu: 26 tháng 4 năm 2008
8 cô gái còn lại đã được gặp Viktora Drage, nhà sản xuất chính và giám đốc nghệ thuật của Cro-A-Porter Fashion Show, tại một phòng trưng bày. Anh ấy đã xem kỹ vóc dáng và dáng đi của họ và xác định xem cô gái nào sẽ tham gia buổi casting nào. Sau đó, họ đã co một casting cho 4 nơi: Boudoir Zagreb, Hippy Garden, Elfs và Linea Exclusive. Ngày hôm sau, họ được đưa tới Triển lãm ô tô Zagreb cho buổi chụp hình tiếp theo cho xe Fiat 500, khi họ được hoá thân thành cô gái Côte d’Azur của thập niên 1950-1960 trong khi tạo dáng cùng với người mẫu nam và tạo dáng trước những vị khách đang tham quan triển lãm. Sau khi buổi chụp hình kết thúc, Sabina & Tea là 2 người thể hiện tốt nhất trong tất cả.
Ngày tiếp theo, giám khảo Boris đến gặp các cô gái tại ngôi nhà chung để thông báo về buổi casting cho tạp chí Joy, nhưng sẽ chỉ có 6 cô gái được mời tham gia casting nên họ sẽ phải quyết định ai sẽ không được đi. Kết quả là Marija A. và Marina đã tự chọn ở nhà và nhường chỗ cho các cô gái khác và khiến Boris thực sự tức giận với quyết định này. Sau đó, 6 người được chọn đã có một buổi casting cho Joy trước mặt 5 giám khảo gồm: Boris Bašić, tổng biên tập Silvia Praprotnik, stylist Petar Trbović, chuyên gia trang điểm Simona Antonović và nhiếp ảnh gia Mara Bratoš. Kết quả là Sabina & Valentina là 2 người đầu tiên được chọn còn Andrea là người thứ ba được chọn sau phần thử thách quyết định giữa cô với Julija và Tea, và cả ba sẽ được xuất hiện trên trang biên tập của trang web tạp chí. Quay về ngôi nhà chung, họ nhận được tin nhắn video từ Tatjana để nghe kết quả từ buổi casting lần trước, và kết quả là được chọn bởi Marina, Sabina, Tea và Valentina là 4 người được chọn và họ sẽ được trình diễn thời trang cho nhà thiết kế mình được chọn tại Cro-A-Porter Fashion Show. Ngày hôm sau, Borut đã kêu các cô gái thu dọn hành lí và rời khỏi ngôi nhà chung. Vào buổi đánh giá, các cô gái đã phải hô to "Tôi muốn trở thành Top Model" và có thử thách catwalk với sự cố bất ngờ. Kết quả cuối cùng là Julija, Kristina và Marija A. rơi vào cuối bảng, Julija là thí sinh tiếp theo bị loại nhưng người thứ hai bị loại tiếp theo sẽ không được công bố cho tới tập sau.
- Nhiếp ảnh gia: Belizar Valić
- Khách mời đặc biệt: Viktora Drage, Aleksandar Šekuljica, Ivan Tandarić, Silvia Praprotnik, Petar Trbović, Simona Antonović, Mara Bratoš

### Tập 9
Khởi chiếu: 3 tháng 5 năm 2008
Từ buổi loại trừ lần trước, Kristina & Marija A. rơi vào cuối bảng và kết quả cuối cùng là Kristina là thí sinh tiếp theo bị loại. Sau đó, 6 cô gái còn lại được di chuyển tới căn hộ mới để ở trong suốt phần còn lại của cuộc thi. Ngày hôm sau, họ đã sốc khi biết được mình sẽ được đi tới Vienna và sau khi tới nơi, họ đã được đưa tới học viện Ministry of Beauty của Boris Čavlina để nhận diện mạo mới lần thứ 2. Sau đó, họ được gặp cựu hoa hậu Austria, Patricia Kaiser, và chủ cửa hàng Henri J. Sillam tại cửa hàng trang sức Henri J. Sillam cho buổi chụp hình tiếp theo trong phong cách sang trọng, khi họ sẽ được mặc thiết kế của Christian Dior và những món đồ trang sức của cửa hàng. Sau một ngày vất vả, Henri đã chọn Marija A. & Valentina là 2 người thể hiện tốt nhất trong buổi chụp hình nên sẽ được xuất hiện trong chiến dịch quảng cáo cho Henry J. Sillam và sẽ được xuất hiện trên trang web của cửa hàng.
Ngày tiếp theo, họ được đưa tới trường dạy nhảy Elmayer cho một buổi học nhảy vanxơ và được tìm hiểu về lễ nghi của người Vienna trong điệu nhảy từ chính hiệu trưởng của ngôi trường, Thomas Elmayer. Sau đó, họ đã có thử thách nhảy vanxơ trên một trong những quảng trường của Vienna, nhưng họ buộc phải tự tìm bạn nhảy của mình trong khán giả xung quanh họ. Kết quả là Sabina chiến thắng thử thách và cô chọn Marija A. và Valentina để nhận thưởng là một buổi xem kịch "Manon" tại nhà hát Opera Vienna cùng với Tatjana và được ở qua đêm tại Vienna, trong khi những cô gái còn lại phải quay về Zagreb. Vào buổi đánh giá ngày hôm sau sau khi tất cả đều quay về Zagreb, các cô gái đã có thử thách trình diễn thời trang với thú cưng, nhưng lần này họ sẽ được theo dõi bởi những người thân của họ trên sàn catwalk. Kết quả cuối cùng là Andrea và Marina rơi vào cuối bảng, và ban giám khảo quyết định rằng sẽ không có ai bị loại lần này. Sau đó, họ đã bất ngờ khi biết mình sẽ được đến Munich.
- Khách mời đặc biệt: Boris Čavlina, Henri J. Sillam, Patricia Kaiser, Thomas Elmayer

### Tập 10
Khởi chiếu: 10 tháng 5 năm 2008
6 cô gái còn lại được đưa tới Munich và sau đó, họ được đưa tới một studio cho buổi chụp hình tiếp theo hoá thân thành người rừng khi họ sẽ phải tạo dáng với một con trăn và tiếp sau đó là một con chim ưng. Sau khi buổi chụp hình kết thúc, Marina, Sabina và Valentina là 3 người thể hiện tốt nhất trong tất cả nên sẽ được một buổi mua sắm trị giá €300 tại cửa hàng thời trang Orsay và Tally Weijl. Nhưng khi họ đang tận hưởng một ngày mua sắm và dạo phố, thì nhiếp ảnh gia Christof Enderer đã theo chân 3 cô gái để chụp lại từng bước di chuyển và tình huống khó xử của họ. Sau đó, Borut đã gặp họ và cho họ xem những bức ảnh chụp lén họ ngày hôm nay, trước khi bình luận về chúng và giải thích cho họ về vai trò của thợ săn ảnh.
Ngày hôm sau, các cô gái được gặp Tatjana và Borut trong trang phục truyền thống của Bavaria tậi cửa hàng quần áo Angermaier cho thử thách trình diễn thời trang trước những người qua đường, trong khi họ phải tự chọn một bộ trang phục dân gian Bavaria để mặc nó và tự làm kiểu tóc phù hợp. Kết quả là Marija A. & Tea chiến thắng thử thách và sẽ được quay về Zagreb ngay lúc này để tham gia vào buổi trình diễn thời trang cho nhà thiết kế Roberta Severa tại Cro-A-Porter Fashion Show. Ngày tiếp theo, 4 cô gái còn ở lại Munich được gặp Tatjana và đã có thử thách tiếp theo khi họ sẽ phải tận dụng kĩ năng nói tiếng Anh của mình khi được phỏng vấn bởi các nhà báo trong một cuộc họp báo đã được tổ chức cho họ. Vào buổi đánh giá ngày hôm sau sau khi tất cả đều quay về Zagreb, các cô gái đã được tự mình đánh giá và nhận xét ảnh của lẫn nhau. Kết quả cuối cùng là Andrea là thí sinh tiếp theo bị loại.
- Nhiếp ảnh gia: Stefan Eisen
- Khách mời đặc biệt: Christof Enderer, Roberta Severa

### Tập 11
Khởi chiếu: 17 tháng 5 năm 2008
5 cô gái còn lại đã nhận được bất ngờ khi Boris sẽ đưa họ tới Milan. Sau khi tới nơi thì họ đã có một buổi casting với Marija Franković, và họ không biết rằng là thử thách tiếp theo kiểm tra sự chuyên nghiệp của họ trước những sự chỉ trích, trước khi họ đã tham gia một buổi casting thật với Guido Dolci tại Major Model Management. Ngày hôm sau, họ được đưa tới 117 Studios cho buổi chụp hình tiếp theo tạo ra sự đơn giản và đầy biểu cảm để nhấn mạnh họ là ai để tính cách của họ nổi lên, trong khi họ sẽ được stylish Hu Lee chỉ định phong cách của cô ấy cho từng người. Sau khi buổi chụp hình kết thúc, Tea là người thể hiện tốt nhất và Valentina là người thể hiện tệ nhất trong tất cả. Sau đó, họ được nhận ảnh của mình tại quản lí người mẫu Major Model Management, trước khi có một buổi casting với Rachele Bagnato & Danilo Di Pasquale của tạp chí Velvet và Dunia Azzabi cho buổi trình diễn thời trang Crossroad mùa hè ở Milano Marittima. Kết quả ở casting cho Crossroad, Marina, Sabina & Valentina là 3 người được chọn nhưng sẽ chỉ có 2 người được trình diễn.
Ngày tiếp theo, họ được đưa tới nhà thờ Basilica of San Lorenzo ở Firenze cho một buổi học catwalk với người mẫu Ophelia Kumbe từ Major Model Management, khi cô hướng dẫn cho họ những kiểu dáng đi catwalk như pret-à-porter, haute couture và thời trang cao cấp. Ophelia sau đó cho các cô gái lời khuyên là đừng bao giờ cười và phải cảm thấy sự quan trọng trong haute couture, trước khi có một buổi diễn tập trước sự thu hút những người qua đường. Vào buổi đánh giá ngày hôm sau sau khi tất cả đều quay về Zagreb, các cô gái đã có thử thách trình diễn thời trang theo 2 kiểu đi là pret-à-porter và haute couture. Kết quả cuối cùng là Marija A. & Marina rơi vào cuối bảng, và Marija A. là thí sinh tiếp theo bị loại.
- Nhiếp ảnh gia: Gianluca Fontana
- Khách mời đặc biệt: Marija Frankovića, Guido Dolci, Hu Lee, Rachele Bagnato, Danilo Di Pasquale, Dunia Azzabi, Ophelia Kumbe

### Tập 12
Khởi chiếu: 25 tháng 5 năm 2008
4 cô gái còn lại được đưa tới thị trấn Supetar ở Brač và đã tham gia vào một buổi trình diễn thời trang cho nhà thiết kế Alfonso Liguori từ Major Model Management bên hồ bơi trước sự chứng kiến của khách mời trong khách sạn. Sau đó, các cô gái thư giãn một chút bằng cách đẩy giám khảo Boris vào hồ bơi. Ngày hôm sau, họ đã có một buổi thực hiện tẩy lông toàn thân, trước khi được được chia thành hai cặp và dành cả một ngày với Tatjana & Borut. Marina & Tea sẽ đi với Borut dành cả ngày với các hoạt náo viên, còn Sabina & Valentina đi với Tatjana cho buổi chụp hình tiếp theo khi họ sẽ được body painting thành một phần của thiên nhiên. Ngày tiếp theo, họ đổi với nhau khi Marina & Tea sẽ tham gia vào buổi chụp hình, còn Sabina & Valentina đi với Borut cho một buổi câu cá và bán những thứ họ bắt được ở chợ Supetar.
Ngày hôm sau, sau khi Marina, Sabina & Valentina được chọn cho buổi trình diễn thời trang Crossroad làn trước, họ đã có một buổi tập thể dục kéo dài phần thân dưới của mình một chút. Trong khi Sabina & Valentina tập luyện nghiêm túc thì Marina & Tea đang say sưa tận hưởng thị trấn. Vào buổi đánh giá ngày kế tiếp, họ đã có thử thách trình diễn thời trang theo 2 kiểu trang phục là áo tắm với đạo cụ tự chọn và trang phục dạ hội. Kết quả cuối cùng là Marina & Tea rơi vào cuối bảng, và Tea là thí sinh tiếp theo bị loại. Sau đó, 3 cô gái chung cuộc đã được quay về quê nhà của mình cùng với một thí sinh khác trong ba người. Ngày hôm sau, họ được quay lại Milan và được đưa tới khách sạn Milano Marittima cho buổi trình diễn thời trang cho Crossroad, và cả 3 đều được xuất hiện cho buổi trình diễn.
- Nhiếp ảnh gia: Damir Hoyka
- Khách mời đặc biệt: Ida Jakšić, Alfonso Liguori, Tomislav Dolenec, Ophelia Kumbe

### Tập 13
Khởi chiếu: 1 tháng 6 năm 2008
Vào đêm chung kết được truyền hình trực tiếp tại Studio 5 của phim trường Jadran, 3 cô gái còn lại đã có 2 buổi trình diễn thời trang trong áo tắm và váy dạ hội cùng với 13 thí sinh bị loại trước đó. Sau đó, buổi chụp hình cuối cùng cho trang biên tập của tạp chí Joy của 3 cô gái sau đó đã được trình chiếu. Khi lần này họ sẽ phải tự nghĩ ra chủ đề mà mình sẽ chụp và Sabina chọn chủ đề "người vẽ tranh", Valentina chọn chủ đề "miêu nữ" và Marina là "Dita Von Teese".
Sau đó là lần loại trừ đầu tiên và kết quả là Marina là thí sinh cuối cùng bị loại. Sabina và Valentina sau đó đã có 2 buổi trình diễn thời trang cuối cùng của chương trình. Kết quả cuối cùng, Sabina trở thành quán quân đầu tiên của Hrvatski Top Model.
- Nhiếp ảnh gia: Belizar Valić

## Thứ tự gọi tên
| Thứ tự | Tập       | Tập       | Tập       | Tập       | Tập       | Tập       | Tập       | Tập           | Tập       | Tập       | Tập       | Tập       | Tập       | Tập |
| Thứ tự | 1         | 2         | 3         | 4         | 5         | 6         | 8         | 9             | 10        | 11        | 12        | 13        | 13        |     |
| ------ | --------- | --------- | --------- | --------- | --------- | --------- | --------- | ------------- | --------- | --------- | --------- | --------- | --------- | --- |
| 1      | Marina    | Julija    | Monika    | Kristina  | Kristina  | Sabina    | Valentina | Marija A.     | Sabina    | Valentina | Sabina    | Valentina | Sabina    |     |
| 2      | Monika    | Monika    | Andrea    | Martina   | Nikolina  | Valentina | Sabina    | Tea           | Tea       | Tea       | Valentina | Sabina    | Valentina |     |
| 3      | Kristina  | Sabina    | Tea       | Nikolina  | Marija A. | Julija    | Tea       | Valentina     | Valentina | Sabina    | Marina    | Marina    |           |     |
| 4      | Sabina    | Maja      | Nikolina  | Marija A. | Andrea    | Andrea    | Marina    | Sabina        | Marina    | Marina    | Tea       |           |           |     |
| 5      | Valentina | Marija Š. | Martina   | Sabina    | Valentina | Tea       | Andrea    | Andrea Marina | Marija A. | Marija A. |           |           |           |     |
| 6      | Marija Š. | Valentina | Neda      | Marina    | Sabina    | Marina    | Marija A. | Andrea Marina | Andrea    |           |           |           |           |     |
| 7      | Neda      | Kristina  | Marija A. | Julija    | Julija    | Marija A. | Kristina  |               |           |           |           |           |           |     |
| 8      | Maja      | Neda      | Sabina    | Andrea    | Marina    | Kristina  | Julija    |               |           |           |           |           |           |     |
| 9      | Julija    | Marina    | Julija    | Valentina | Tea       | Nikolina  |           |               |           |           |           |           |           |     |
| 10     | Dea       | Dea       | Marina    | Tea       | Martina   |           |           |               |           |           |           |           |           |     |
| 11     | Martina   | Martina   | Valentina | Monika    |           |           |           |               |           |           |           |           |           |     |
| 12     | Nikolina  | Marija A. | Kristina  | Neda      |           |           |           |               |           |           |           |           |           |     |
| 13     | Marija A. | Tea       | Dea       |           |           |           |           |               |           |           |           |           |           |     |
| 14     | Tea       | Nikolina  | Maja      |           |           |           |           |               |           |           |           |           |           |     |
| 15     | Alin      | Alin      |           |           |           |           |           |               |           |           |           |           |           |     |

     Thí sinh bị loại
     Thí sinh dừng cuộc thi
     Thí sinh không bị loại khi rơi vào cuối bảng
     Thí sinh ban đầu bị loại nhưng được cứu
     Thí sinh chiến thắng cuộc thi
- Thứ tự gọi tên chỉ lần lượt từng người an toàn
- Tập 1 là tập casting. 75 thí sinh bán kết đã giảm xuống còn 15 cô gái được chọn để tham gia cuộc thi chính.
- Trong tập 2, Marija đã quyết định dừng cuộc thi nên cô đã được thay thế bởi Andrea trong tập sau.
- Trong tập 4, Neda quyết định dừng cuộc thi.
- Tập 7 là tập ghi lại khoảnh khắc từ đầu cuộc thi.
- Buổi đánh giá của tập 8 đã được kéo dài vào đầu tập sau với việc Kristina bị loại đã được hiện ra trong tập 9.
- Trong tập 9, không có ai bị loại.

### Buổi chụp hình
- Tập 2: Tạo dáng với xe trong gió
- Tập 3: Áo tắm trên tuyết cho Joy
- Tập 4: Tạo dáng dưới nước
- Tập 5: Mùa hè và mùa đông cho Vindija
- Tập 6: Thử thách: Biểu diễn vũ đạo Vogue trước khán giả
- Tập 8: Cặp đôi thập niên 1950-1960 của Côte d’Azur cho Fiat 500
- Tập 9: Sang trọng với kim cương cho Henri J. Sillam
- Tập 10: Đời sống hoang dã
- Tập 11: Ảnh trắng đen tự nhiên; "Tôi ghét Borut Mihalić"
- Tập 12: Body painting kiểu thiên nhiên
- Tập 13: Ảnh tự chọn (tùy vào lựa chọn của các thí sinh) cho Joy